# Max Steenberghe
Maximilien Paul Léon Steenberghe (Leiden, 2 mei 1899 – Goirle, 22 januari 1972) was een Nederlands ondernemer en politicus.

## Familie
Steenberghe was lid van de familie Steenberghe. Hij was een zoon van Paul Jean Ghislain Steenberghe (1872-1929), 1e luitenant infanterie, en Petronille Aimée Florentine Engheringh (1875-1952). Hij trouwde in 1921 Catharina Theodora Maria Ausems (1900-1979); uit dit huwelijk werden zes kinderen geboren.

## Loopbaan
Max Steenberghe studeerde rechten in Leiden. Hij werd op jonge leeftijd directeur van de textielfabriek van Van Puijenbroek in Goirle. In 1934 trad hij toe tot het kabinet-Colijn als minister van Economische Zaken. In 1935 stapte hij uit het kabinet vanwege een meningsverschil over de devaluatie van de gulden. In het vierde kabinet-Colijn koos hij de zijde van Carl Romme tegenover Hendrikus Colijn en De Wilde. Hij diende als minister van Financiën in de kabinetten Colijn IV en De Geer II. In dit laatste kabinet weigerde hij als minister in mei 1940 aanvankelijk met zijn collega's uit Den Haag te vertrekken en deed dat pas nadat hij zelfstandig de bestuursoverdracht aan generaal Winkelman had geregeld. Hij verliet in 1941 na een conflict het Londense kabinet. Na de oorlog gold hij als voorman van een naar hem genoemde conservatieve groep in de KVP.